# Славін Олександр Олегович
Олекса́ндр Оле́гович Сла́він — молодший сержант Збройних сил України.

## Бойовий шлях
19 серпня 2014-го зголосився добровольцем у групу підтримки вояків, що відбивалися в оточенні на Савур-могилі. Разом з ним були солдат Денис Міщенко, старший сержант Сергій Стегар, молодший сержант Василь Кандела, солдати Руслан Заблоцький і Денис Перевозник, старший сержант Самойлов. Групу вів полковник Петро Потєхін. По тому до групи приєдналося 19 бійців добровольчої частини, яких очолював підполковник із Харкова, позивний «Сокіл», згодом — іще 10 артилеристів. Бійці 3-го полку спецназу стали провідниками групи на БТРі. 
Колона на Савур-могилу вирушила 3-ма вантажівками, 2 БТРами і 1 БМП. На Савур-могилі знайшли 10 вояків під керунком полковника Гордійчука — були добровольці із підрозділу «Крим». Групі випало прикривати підніжжя гори, укривалися в розгаченому пам'ятнику радянським військовим, воювати довелося з казаками та осетинами. 19 серпня почався артобстріл, важкопоранений сержант Кандела, поранений полковник Потєхін, важкопоранений сержант Славін. 
Однак Славін, стікаючи кров'ю, зміг проповзти під обстрілом по підмогу; з бійцями прийшов «Сокіл» — підполковник Олександр Мельниченко. Дрібка вояків встала на повний зріст під обстрілом, аби забезпечити евакуацію поранених, одначе побратим Кандела загинув при цьому. Воякам вдалося зв'язатися з основними силами, українські «Гради» накрили терористів, атаку було відбито.

## Нагороди
14 жовтня 2014 року — за особисту мужність і героїзм, виявлені у захисті державного суверенітету та територіальної цілісності України, вірність військовій присязі під час російсько-української війни, відзначений — нагороджений орденом «За мужність» III ступеня.